# ゴットランド地方
ゴットランド地方（ゴットランドちほう、Gotland  [ˈɡɔ̌tːland] ( 音声ファイル)）はスウェーデン南部イェータランドの地方の1つ。